# 民衆法廷
民衆法廷（みんしゅうほうてい）とは、国際法上問題がある行為が発生していると考えるNGOや市民等が、自主的に有識者を集めて構成する模擬法廷である。

## 概要
主催者は公的機関ではないので、その「判決」に法的拘束力はない。
報道機関が民衆法廷について報道する際は、模擬法廷と表現したり、「判決」のように、法廷やその関連用語を固有名詞として「　」や“　”などで括った上で、一般の裁判などの報道とは分けて報道を行う。
その多くは、刑事裁判に類似した形式をとって特定の国際人道問題について問題提起や抗議等を行う目的で開催され、シンポジウム形式による公聴会の開催を経て、提起された当該問題に対する自らの意見を「判決」という形で示す。

## 賛否の評価
多くの辞書によれば、「法廷」とは国家や国際機関によって設置された組織であるとされている。このため、民間が設置した民衆法廷は、言葉の意味から「法廷と呼べず、法廷に関する用語を使うのも不適切」とする批判もある。
民衆法廷の活動に賛同していない人々からは、「被告人も弁護人もいない欠席裁判」であることなどを理由に、「大学などの法学部での模擬裁判以下である」と指摘されることもある。政治・思想的スタンスから、ある民衆法廷の趣旨に賛同する一方、別の法廷の趣旨には反発する人もいる。
裁判官役は、著名な国際法の学者や、従前のアドホックな国際刑事法廷（ICTY、ICTR等)に携わっていた専門家等で構成される場合が多く、水準の高い議論が展開されるため、国際法上も一定の意義を有するとして評価されている。

## 特徴
国家・国際組織やそれらの関係機関によって設置されている法廷と異なり、主催者が民間の団体であるので強制力もなく、判決にも法的拘束力がない。したがって、強制捜査や身柄確保、証拠の押収などを行ったり、出廷を強要することはできず、「判決」を執行することもできない。
民衆法廷は、もっぱら被害者側を支持する団体により開催されるので、多くの被害者が参加して被害に関する証言を提出することが多い。

## 見解
民衆法廷についての見解は、次のようなものがある。

### 賛同者の見解
民衆法廷の賛同者は、公的機関による裁判を「権力法廷」と呼んで、民衆法廷との対極性を表し、双方の立脚点や原理の違いを説明している。また、民衆法廷は平和運動や反戦運動の一環として開かれるので、騒乱状態で多数者が法律によらずに少数者を私的に断罪する人民裁判とは区別されるとしている。
また、従来の国際刑事法廷や、国際刑事裁判所は、国家の権威を背景としているために、現在の国家間メカニズムとの関係で矛盾が生じるような問題を扱うことが出来ないという潜在的な限界があるが、民衆法廷はそのような制約からは自由であり、純粋に国際法上の観点から本来違法とされるべき問題を違法と判断することができるという見解がある。

### 批判的な見解
民衆法廷の批判者は、法的に法廷としての根拠がない集会での結論を主宰者が「判決」と主張していることから、私的・私刑的・一方的な「法廷」であり人民裁判と変わらないとしている。
また、民衆法廷が「判決」によって、国際法上違法だと宣言したところで、強制的な執行力がないため、実際の政治に対する影響力はほとんどなく、意味がないという見解もある。

## 構成
民衆法廷には定まった構成はなく、個別の「法廷」はそれぞれの主催団体による個別規則に基づいて作られている。多くは「公聴会」を開いて証言を集める形式をとっており、厳密には「法廷」とはいえなくても象徴的な意味で「法廷」の呼称を用いていることがある。
裁判官役には、著名な国際法の学者や、従前のアドホックな国際刑事法廷（ICTY、ICTR等)に携わっていた専門家等が迎えられるケースもある。また、検事団役、アミカス・キュリエ役も弁護士等の法律専門家で構成される場合が多い。
できるだけ国際法的に構成することを目指す人々もいれば、政治キャンペーンとして取り組む事を目指す人々もいる。

## 設立背景
多くの「民衆法廷」が戦争犯罪を対象に作られてきたが、その背景には、世界の全領域に関して恒常的に個人の戦争犯罪を裁く国家または国際機関による裁判所が存在しなかったことがあるとされる。
個人の戦争犯罪を対象とする裁判所としては、これまで、国際軍事裁判所（1945年 - 1946年）、極東国際軍事裁判所(1946年 - 1948年）、ICTY（1993年 - ）、ICTR（1994年 - ）が作られてきたが、これらの裁判所は特定の地域において特定の期間に行われた犯罪のみを対象とする臨時裁判所であった。
常設の裁判所としては、国際刑事裁判所が設立され、2003年より活動を開始しているが、国際条約によって各国の国内裁判所を補完するように設立された機関であるため、実際にその管轄権が及ぶ範囲は限られている。

## 歴史と直近の判例

### ベトナム戦争
最初の民衆法廷は、ベトナムにおけるアメリカの戦争犯罪を裁くために開かれたラッセル法廷である。北爆が激化した1966年に哲学者ラッセルの提唱で、哲学者サルトルを裁判長として開かれた。

### 湾岸戦争
次に開かれたのはクラーク法廷で、湾岸戦争時にブッシュ大統領の戦争犯罪を問うため、ラムゼイ・クラーク元アメリカ司法長官の呼びかけによって開かれた。クラーク法廷は連続公聴会方式で行われ、その後の民衆法廷の形に大きな影響を与えている。

### 日本
日本で取り組まれた民衆法廷としては、「原爆法廷」・「アジア民衆法廷」が、初期のものであるという。

### 中国における臓器収奪問題
2018年、中国の政治犯からの強制的な臓器摘出に関する民衆法廷は、中国での臓器移植濫用停止（ETAC）国際ネットワークにより設置された。
ハーグの国際犯罪法廷でユーゴスラビアのミロシェビッチ元大統領を訴追した元検察官のジェフリー・ナイス卿が議長を務めた。
2019年6月17日、最終判例として、中国では相当な規模で臓器の強制摘出が行われており、臓器供給源は収容された法輪功学習者やウイグル族と考えられると結論付けた。
理由は、中国の医師と病院が約束する臓器提供までの異常に短い待機期間、政府及び病院が公表する自発的な臓器提供を大幅に上回る臓器移植手術の回数、そして、任意臓器提供プログラムの計画が行われる以前に「臓器移植手術の施設と医師の大規模なインフラ整備」がある事などを挙げた。

## 主な民衆法廷リスト
- ラッセル法廷（1966年）
- クラーク法廷
- 暴力反対アジア女性法廷（パキスタン・ラホール、1992年）
- 女性売買と女性に対する戦争犯罪法廷（日本、1994年）
- 開発暴力に関するアジア女性法廷（インド・バンガロール、1994年）
- アラブ女性法廷（レバノン・ベイルート、1995年）
- アジア民衆法廷（日本・東京、1995年）
- アフリカ女性法廷（ケニア・ナイロビ、1999年）
- 戦争犯罪世界女性法廷（南アフリカ・ケープタウン、2001年）
- 人種差別反対世界女性法廷（南アフリカ・ダーバン、2001年）
- 経済封鎖反対国際女性法廷（キューバ・ハバナ、2002年）
- 女性国際戦犯法廷（日本、2000年）
- 人身売買反対南アジア女性法廷（バングラデシュ・ダッカ、2003年）
- 朝鮮におけるアメリカの犯罪に対する平壌国際法廷（北朝鮮・平壌、2003年）
- アフガニスタン国際戦犯民衆法廷（2003年）
- イラク国際戦犯民衆法廷（2004年）
- 世界戦争犯罪法廷（2004年）
- コリア戦犯法廷
- 原爆投下を裁く国際民衆法廷（広島、2006年）
- ベトナム戦争時期の韓国軍による民間人虐殺真相究明のための市民平和法廷（韓国、2018年）
- 中国臓器収奪問題についての民衆法廷（ロンドン、2018年）